# 陶尔克纳峡湾区
陶尔克纳峡湾区是冰岛西峽灣區的旧市镇。市镇面积为175平方公里，人口数量为268人（2023年）。市镇内的唯一聚居点为陶爾克納菲厄澤，因此有时也用“陶爾克納菲厄澤”来指代整个市镇。在陆地上整个市镇被韦斯特比格兹市镇包围。
2023年10月28日市镇居民投票决定与韦斯特比格兹合并。合并在2024年生效。